# Tachytrechus crassitarsis
Tachytrechus crassitarsis är en tvåvingeart som beskrevs av Meijere 1916. Tachytrechus crassitarsis ingår i släktet Tachytrechus och familjen styltflugor. Inga underarter finns listade i Catalogue of Life.